# Massapequa
Massapequa /Marsapeague; Massapequa = great pond; od massa = great + peag (ili) pequa =pond/, pleme Algonquian Indijanaca s južne obale otoka Long Island u New Yorku, oko Seaforda i Babylona, a pod kontrolom su imali područje od Ft. Necka na istok do Islipa. Glavno selo zvalo se također Massapequa, a nalazilo se na Fort Necku. Njihov najpoznatiji poglavica bio je Tackapousha.
U strahu od napada ratobornih susjeda, otočani su i na jednoj i drugoj strani otoka imali izgrađena izbjeglišta za žene i djecu u Fort Necku i Ft. Pondu, koja su mogla primiti oko 500 ljudi (Flint, Early Lomg Island, 1896).
Uporište Massapequa uništeno je 1653. u napadu koji je vodio kapetan Underhill. Tijekom bitke žene i djeca bili su sklonjeni na Squaw Islandu, malenom otočiću južno od Massapeque. John Underhill je u ranu zoru sa svojim ljudima (oko 120) probio zemljana vrata utvrde i uskoro su masakrirali branitelje čija su tijela kasnije zakopana u plitkim grobovima. Godine 1935. otkrivena su 24 skeleta u grobovima.

## Vanbjske poveznice
- Massapequa Park  Arhivirana inačica izvorne stranice od 21. rujna 2011. (Wayback Machine)